# Ollóság
Ollóság (románul: Oloșag) falu Romániában, a Bánátban, Temes megyében.

## Fekvése
Lugostól 10 kilométerre délkeletre fekszik.

## Nevének eredete
Neve Kiss Lajos szerint az olló ('kecskegida') és a ság ('hegy') szavak összetételéből keletkezhetett. Ebbe a 16. században az oláhság szóalakot látták bele. Írott alakváltozatai: Vlasag (1371–72), Olosag (1437), Oloshag (1439), Orsag (1440), Olahság (1582).

## Története
A középkorban a lugosi kerülethez tartozott. 1437-ben kenézét említették.
1717-ben 22 házzal írták össze a karánsebesi kerületben. A polgári közigazgatás bevezetése után 1880-ig Krassó, 1880-tól 1926-ig Krassó-Szörény vármegyéhez, majd Szörény, 1968-tól pedig Temes megyéhez tartozott.
A zsidóvári uradalom részeként a kincstár birtokolta 1802-ig, amikor Laczkovics Ignácnak adományozták. 1864-ben gr. Festetics Gyula vásárolta meg, aki 1870-ben eladta Pavel Teodorescunak.
1964-től a faluba Máramarosból ruszinok (huculok) költöztek be.

## Nemzetiségi, felekezeti összetétel
- 1910-ben 886 lakosából 814 volt román, 56 magyar és 15 német anyanyelvű; 804 ortodox, 45 római katolikus, 20 evangélikus és 11 görögkatolikus vallású.
- 2002-ben 301 lakosából 246 volt román, 53 ukrán és 2 német nemzetiségű; 298 ortodox és 2 pünkösdista vallású.

## Műemlékei
- Legfőbb műemléke a 18. századból való ortodox templom. Ezenkívül a falu központjában, a parkban álló, cirill betűs feszület és két, a 20. század elején épült ház (a 67. és a 72. számú) szerepel a hivatalos műemléki jegyzékben.[3]